# Albertus van Hooff
Albertus Joannes van Hooff (Eersel, 6 mei 1891 - Utrecht, 15 mei 1951) was de eerste burgemeester van de Nederlandse gemeente Veldhoven.
Van Hooff begon als ambtenaar in het Gelderse Gendringen, waarna hij op 16 februari 1920 werd benoemd tot burgemeester van de toenmalige gemeente Oerle.
Deze gemeente werd op 1 mei 1921 samen met de gemeenten Zeelst en Veldhoven en Meerveldhoven gefuseerd tot de gemeente Veldhoven.
Op 4 mei van datzelfde jaar werd Van Hooff benoemd tot burgemeester van deze nieuwe gemeente.
Bestrijding van de werkloosheid was een van de speerpunten tijdens zijn burgemeesterschap. Verder vervulde hij de functie van commissaris bij de Waterleiding Maatschappij Oost-Brabant, het Waterschap De Dommel en de Coöperatieve Roomboterfabrieken te Oerle en Eindhoven.
Gedurende de Tweede Wereldoorlog probeerde hij zo lang mogelijk zijn ambt te vervullen, om te voorkomen dat een aanhanger van de Duitse bezetter tot burgemeester benoemd zou worden.
Uiteindelijk moest hij met zijn gezin onderduiken in de pastorie van Knegsel. De eerste maanden van 1945 was G.J.M. van den Wildenberg waarnemend burgemeester van Veldhoven. Na de oorlog kreeg de woningbouw zijn hoogste prioriteit. Van Hooff heeft nog kunnen meewerken aan het nieuwbouwplan voor de woonwijk d'Ekker.
Tot zijn dood, op 15 mei 1951, bleef hij burgemeester. Hij overleed na een kortstondige ziekte in het Academisch Ziekenhuis Utrecht.
De tussen de Veldhovense wijken d'Ekker en Meerveldhoven gelegen Burgemeester van Hoofflaan is naar hem vernoemd.